# Pembius antennalis
Pembius antennalis là một loài bọ cánh cứng trong họ Cerambycidae.